# Jacques Duchesne-Guillemin
Jacques Duchesne-Guillemin, född 21 april 1910 i Jupille-sur-Meuse, Belgien, och död 8 februari 2012 i Liège, var en belgisk lingvist, filolog och iranist som var professor vid Université de Liège och specialist på det forntida Iran.

## Karriär
Duchesne-Guillemin studerade klassiska språk och jämförande indoeuropeisk språkforskning vid Katolska universitetet i Leuven. Som doktorand studerade han iranska språk i Paris för Antoine Meillet i två år. 1931 doktorerade han i Leuven med inriktning på iranska språk. Avhandlingen hade titeln Les composés de l’Avesta och publicerades fem år senare. 
1943 blev Duchesne-Guillemin docent och 1964 professor vid Université de Liège. Med sin bok Zoroastre: étude critique, avec une traduction commentée des Gâthâ etablerade han sig som en internationellt erkänd forskare i det avestiska språket och i zoroastrismen. Boken som först utkom 1948 innehåller en översättning av Zarathustras Gāthā (Sånger). 
Duchesne-Guillemins verk La Religion de l'Iran Ancien (1962) räknas fortfarande som ett mästerverk i ämnet även om en del av hans teser om zoroastrismen har ifrågasatts. Han intresserade sig särskilt för förhållandet mellan antikens Iran och Grekland och han fann likheter mellan Herakleitos Logos och begreppet Asha i zoroastrismen. Irans kontakter med Grekland är även ämnet för hans studie The Western Response to Zoroaster (1958). 
Duchesne-Guillemin hade ett nära samarbete med den iranske shahen Mohammad Reza Pahlavis bitr. hovminister Shojaeddin Shafa och var redaktör för den konferensvolym som publicerades från iranistikkongressen i samband med det Persiska imperiets 2500-årsjubileum i Persepolis 1971: Hommage universel: actes du congrès de Shiraz 1971, et autres études rédigées à l'occasion du 2500e anniversaire de la fondation de l'empire perse.
Duchesne-Guillemins akademiska karriär nådde sin höjdpunkt när han 1973 utnämndes till redaktör för serien Acta Iranica. Året därefter tilldelades han ett hedersdoktorat vid Teherans universitet.

## Privatliv
Duchesne-Guillemins fru, Marcelle Duchesne-Guillemin (1907-97) var musikolog och specialist på forntida musik i Mellanöstern. Hon är författare till Les instruments de musique dans l'art sassanide (1993). 